# Drapeau de la république populaire touvaine
Le drapeau de la République populaire touvaine a varié plusieurs fois durant son existence.

## Liste
| Drapeau | Blason | Début            | Fin              | Commentaire |
| ------- | ------ | ---------------- | ---------------- | --- |
|         | ?      | 1921             | 1921             | Drapeau du Parti révolutionnaire populaire touvain,. |
|         | ?      | 1921             | 24 novembre 1926 | Après la proclamation de l'indépendance touvaine le 14 août 1921, la nouvelle république utilise officieusement ce drapeau qui existe en plusieurs variantes.                                                      |
|         |        | 24 novembre 1926 | 18 octobre 1930  | Premier drapeau officiel de la république populaire. Sur les côtés est écrit le nom de l'État dans l'alphabet mongol                                                                                               |
|         |        | 18 octobre 1930  | 2 juillet 1935   | Les inscriptions en mongol ont été supprimées, les armoiries ont été modifiées. |
|         |        | 2 juillet 1935   | 25 juin 1941     | Le drapeau est changé à la suite de l’acquisition, après une médiation de l'Union soviétique, d'une partie du territoire mongol disputée.                                                                          |
|         |        | 25 juin 1941     | 8 septembre 1943 | Le nouveau drapeau est calqué sur le modèle des drapeaux des républiques soviétiques. Il a été approuvé dans le cadre de l'agression allemande contre l'URSS afin d'exprimer sa solidarité avec l'État soviétique. |
|         |        | 8 septembre 1943 | 11 octobre 1944  | Le drapeau est modifié en raison de la transition vers l'alphabet cyrillique. |